# Giuseppe Monti (rivoluzionario)
Giuseppe Monti (Moresco, 4 gennaio 1835 – Roma, 24 novembre 1868) è stato un patriota e rivoluzionario italiano.

## Biografia
Muratore, nato in un piccolo centro dell'attuale provincia di Fermo, prese parte alla terza guerra d'indipendenza, combattendo nei ranghi dell'esercito italiano. Nel 1867 si offrì volontario, insieme con Gaetano Tognetti, per compiere un attentato alla caserma Serristori di Roma, nella città ancora sotto il potere temporale della Chiesa, e preparare il terreno all'insurrezione garibaldina.
Il 22 ottobre dello stesso anno, Monti e Tognetti fecero esplodere due barili di polvere provocando il crollo parziale dell'edificio, in cui perirono venticinque zuavi pontifici, quasi tutti italiani e francesi e due civili romani, Francesco Ferri e la piccola figlia Rosa. Scoperti, furono catturati il 24 ottobre 1868, condannati alla pena capitale e decapitati mediante ghigliottina, in via dei Cerchi, nei pressi del Circo Massimo, un mese dopo, il 24 novembre.

## Citazioni in opere artistiche
Alla vicenda dei due rivoluzionari sono stati dedicati alcuni canti popolari:
- Ai 24 ma di settembre
- Guerra guerra
- Italiani qui tutti ascoltate[7]
- E a Roma, a Roma, canto che riprende alcune strofe di una più antica canzone dedicata a Monti e Tognetti e diffuso dopo Porta Pia[8].

Giosuè Carducci dedicò loro la poesia Per Giuseppe Monti e Gaetano Tognetti martiri del diritto italiano.
Gaetano Sanvittore pubblicò nel 1869 il libro I misteri del processo Monti e Tognetti a cui si ispira il film di Luigi Magni In nome del Papa Re, con Nino Manfredi.